# Zamzam
Koordinaten: 21° 25′ 21″ N, 39° 49′ 35,2″ O

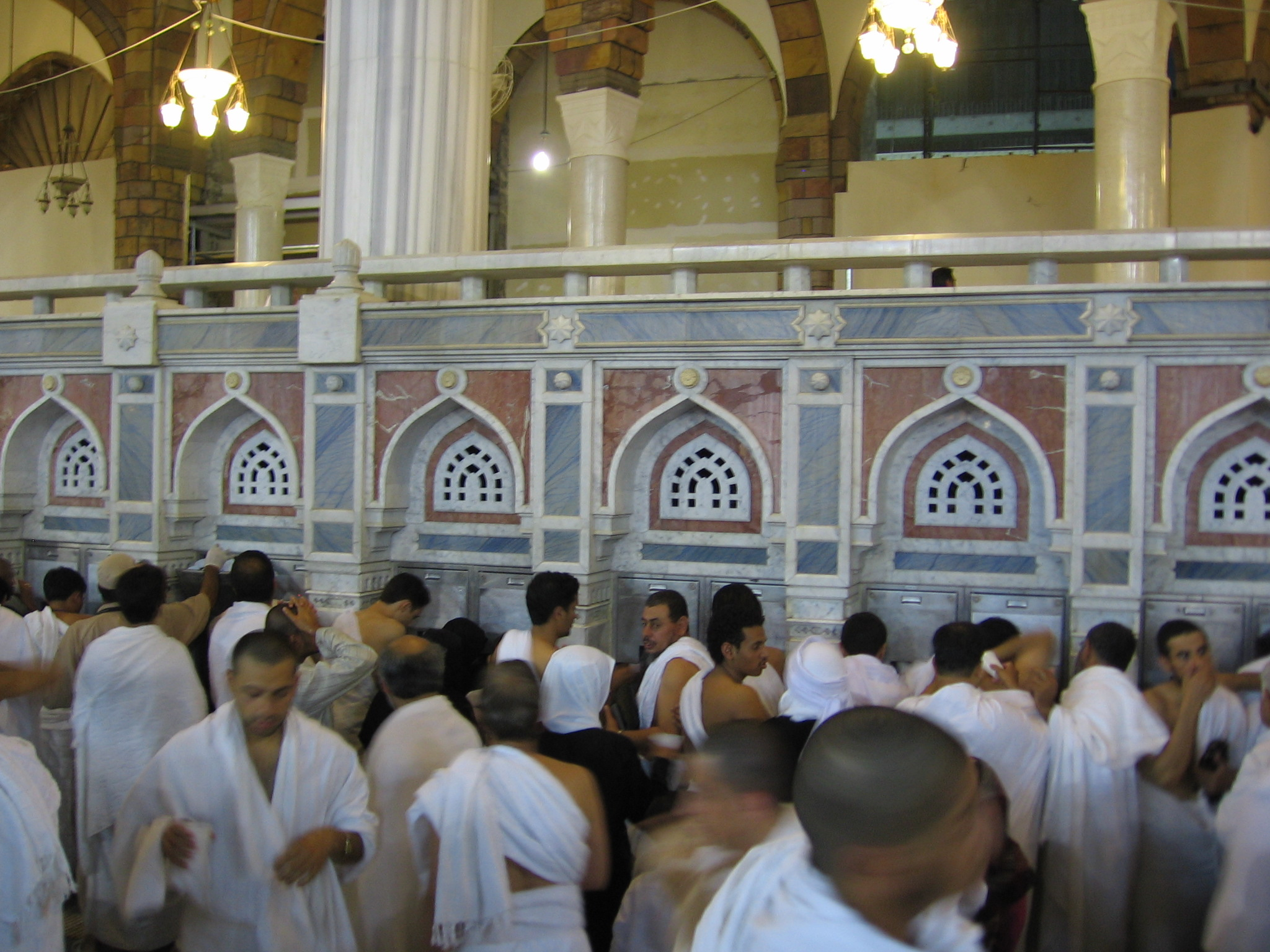
Der Brunnen Zamzam in Mekka

Zamzam (arabisch زمزم), gelegentlich auch Zemzem und „Semsems Quell“, ist der Name eines Brunnens im Hof der großen Moschee in Mekka in Saudi-Arabien. Dem Wasser des Brunnens wird ein Ursprung im Paradies und somit heilende Wirkung nachgesagt.

## Rolle im religiösen Leben der Muslime

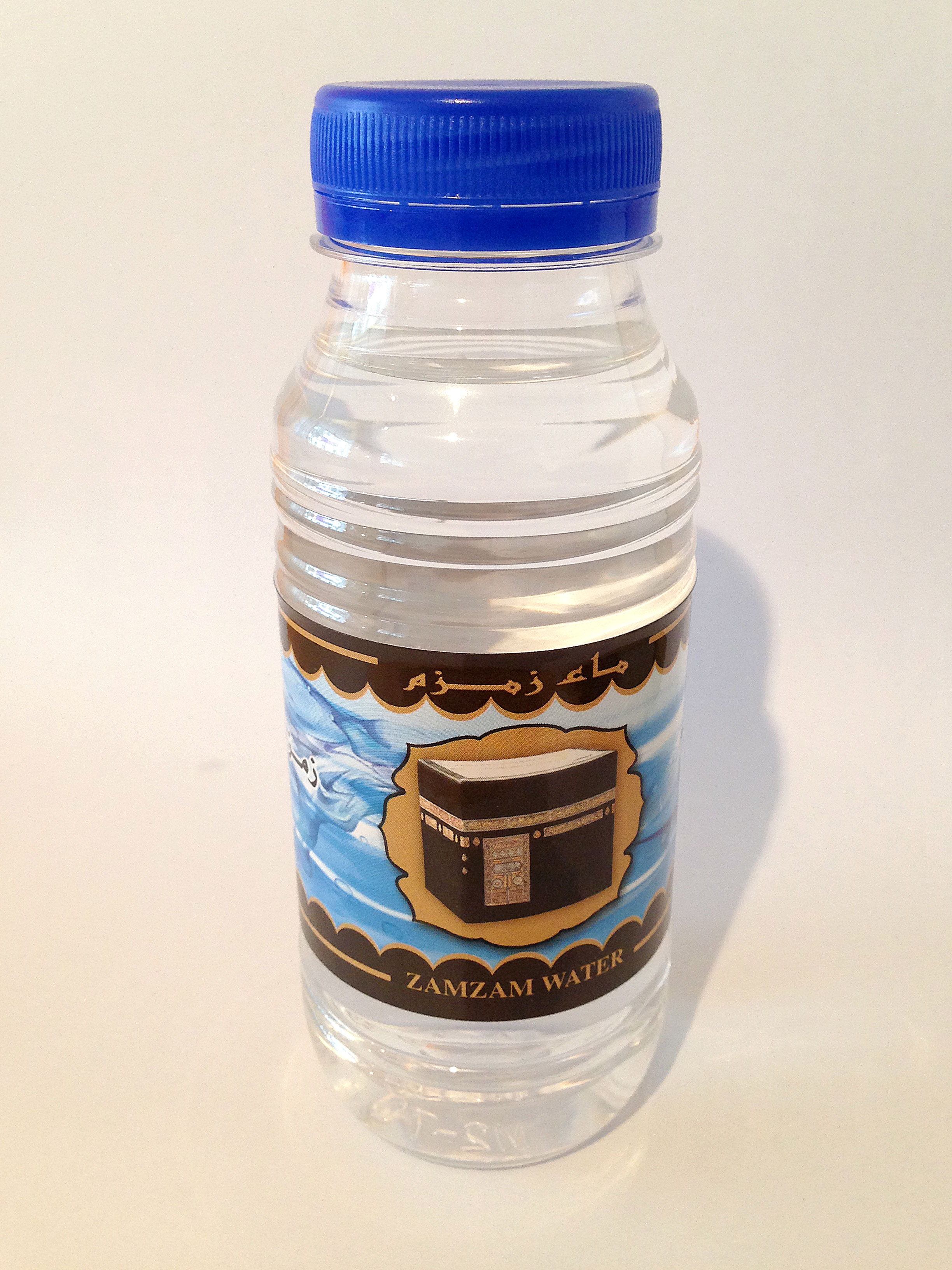
Eine kleine Flasche mit Zamzam-Wasser

Pilger trinken das Zamzam-Wasser vor Ort im Rahmen des Wallfahrtsrituals und bringen kleine Mengen mit nach Hause. Typischerweise nimmt jeder Pilger zwischen 10 und 20 Liter Zamzam-Wasser mit. Kommerzieller Handel mit dem echten Zamzam-Wasser und auch der kommerzielle Export desselben sind nach saudischem Gesetz verboten. Dennoch besteht in vielen islamischen Ländern und in der Diaspora eine Nachfrage nach dem Wasser, die teilweise von Geschäftemachern durch Fälschungen befriedigt wird. In Mekka selbst wird ein Handel während der ʿUmra und dem Haddsch mit dem Wasser betrieben. Hierbei muss jedoch der größte Preisanteil dem Erwerb der robusten und desinfizierten Kanister zugerechnet werden, welche die Pilger gesondert in den Terminals des King-Abdul-Aziz-Flughafens in dafür vorgesehene Plastiktragetaschen einschweißen lassen müssen, wenn sie diese ins Ausland verbringen wollen.
Der islamischen Überlieferung zufolge handelt es sich um die Quelle, die Gott für Hagar und ihren Sohn Ismail (den ersten Sohn Abrahams) entspringen ließ, als sie in der Wüste dem Verdursten nahe waren. Erschöpft und ängstlich soll Hagar zwischen den Hügeln Safa und Marwa hin und her gelaufen sein, um etwas Wasser zu finden. Nach dem siebten Lauf sah sie das Wasser zu den Füßen ihres Sohnes sprudeln. Infolge der neuen Quelle siedelten sich Menschen in dem sonst dürren Tal an, was den Anfang der Stadt Mekka dargestellt haben soll. In Erinnerung an diese Suche und Anstrengung laufen auch heute noch die Pilger während der Pilgerfahrt Haddsch sieben Mal zwischen den beiden Hügeln – die sich heute im Inneren der großen Moschee befinden – hin und her (arab. Saʿy).

## Förderung und Reinigung des Wassers
Das Wasser ist schwach alkalisch und ähnelt in seiner Mineral-Zusammensetzung dem Meerwasser, allerdings sind die Salzkonzentrationen wesentlich geringer. Heute wird das Wasser aus dem Brunnen mit Hilfe elektrischer Pumpen gefördert (statt früher mit Seilen und Eimern). Die Wasserqualität wird kontrolliert und durch Filterung und UV-Desinfektion sichergestellt. Um die erhöhte Nachfrage während der Wallfahrt befriedigen zu können, wird Wasser in großen Tanks zwischengespeichert. Die ausreichende Ergänzung des Quellhorizontes durch Niederschläge ist Ziel verschiedener städte- wie wasserbaulicher Maßnahmen im Wassereinzugsgebiet.
Zamzam wird nicht mit Chlor, sondern mit UV-Bestrahlung keimfrei gehalten, um einem Infektions- oder Epidemierisiko vorzubeugen. Für die Instandhaltung und Reinigung der Zapfanlagen in Mekka sind Angestellte in Overalls zuständig, welche im Auftrag der königlichen Familie für die größte Baufirma des Landes, die Saudi Binladin Group, tätig sind.

## Geschichte

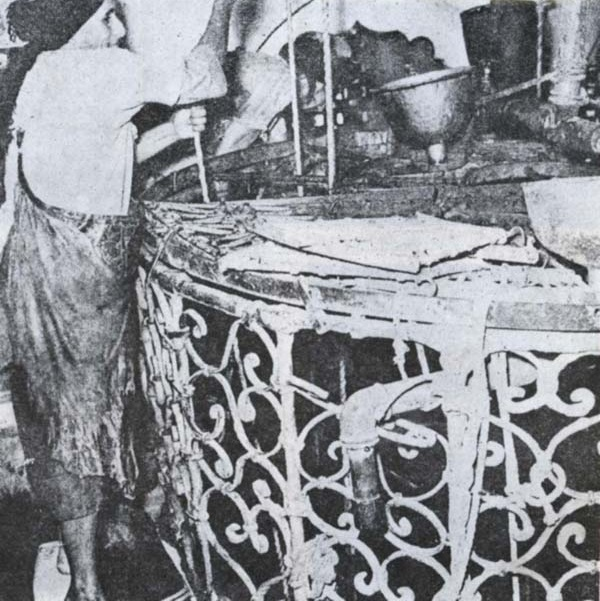
Wasserschöpfer am Zamzam-Brunnen vor Installation der elektrischen Pumpen

Nach der islamischen Überlieferung war es ʿAbd al-Muttalib ibn Hāschim, der Großvater des Propheten Mohammed, der die Quelle Zamzam, nachdem sie im Laufe der Zeit in Vergessenheit geraten war, aufgrund einer Vision wieder ausgrub. Er grub auch die Schätze aus, die Ismails Schwiegervater Mudād ibn ʿAmr einst dort vergraben hatte. Um die Verteilung wurde mittels Lospfeilen entschieden, wobei ʿAbd al-Muttalib und die Kaaba gegenüber den Quraisch gewannen. Um den Anteil an Zamzam wollten sie einen außenstehenden Schiedsrichter zu Rate ziehen, auf dem Weg dorthin gerieten die beiden Parteien aber in Wasserknappheit, bis das Kamel von ʿAbd al-Muttalib auf eine Quelle gestoßen sei. Dies als Fügung Gottes betrachtend gestanden die Quraisch ihm Zamzam zu.
Mit der Quelle Zamzam war das Amt der Tränkung der Pilger (siqāya) verbunden. Dieses ging nach dem Tod von ʿAbd al-Muttalib zunächst an Abū Tālib über, doch verkaufte es jener, nachdem er verarmt war, zur Tilgung einer Schuld an seinen Halbbruder al-ʿAbbās. Al-Azraqī berichtet unter Berufung auf ältere Autoritäten, dass al-ʿAbbās verboten habe, das Wasser der Quelle zur Körperreinigung zu verwenden. Fortan durfte es nur noch zum Trinken und zur rituellen Waschung benutzt werden. Nach seinem Tod blieben die Quelle und das siqāya-Amt in der Hand seiner Nachkommen, der Abbasiden.
Zur Zeit von ʿAbdallāh ibn ʿAbbās stand der Zamzam-Brunnen im Freien und war von zwei Becken umgeben. Eines davon befand sich zwischen dem Brunnen und der Ecke der Kaaba und diente der Tränkung der Pilger, das andere stand hinter dem Brunnen und diente der rituellen Waschung. Aus letzterem wurde das Abwasser durch einen unterirdischen Kanal aus dem Moscheehof geleitet. Diejenigen, die das Wasser aus dem Brunnen schöpften, schütteten es abwechselnd aus Schläuchen in das eine und das andere Becken.
Nach ihrer Machtübernahme um die Mitte des 8. Jahrhunderts nahmen sich die Abbasiden des Zamzam-Brunnens an und bauten ihn sukzessive aus. Al-Mansūr ließ den Brunnen mit Marmorplatten verschalen und mit einem Holzgitter versehen.

## Nachahmungen in Europa
Obwohl die saudische Botschaft in Großbritannien betont, dass der kommerzielle Export verboten ist, tauchen in Europa immer wieder Fälschungen auf. Im Mai 2011 wurde gefälschtes Zamzam-Wasser in Großbritannien gefunden, das erhöhte Arsengehalte aufwies. Möglicherweise gefälschtes Zamzam-Wasser wurde im Mai 2014 in einem islamischen Shop in Frankfurt sichergestellt.

## Schiffsname
Nach der Zamzam-Quelle wurde unter anderem ein Schiff benannt, dessen Schicksal im Zweiten Weltkrieg weithin Bekanntheit erlangte. Es handelte sich um den ehemaligen britischen Truppentransporter Leicestershire (Stapellauf 1909), der 1933 von einer ägyptischen Reederei gekauft und unter dem neuen Namen Zamzam zu einem Pilgerschiff umgebaut worden war. Die nunmehr erneut unter britischem Kommando stehende Zamzam mit zahlreichen amerikanischen Missionarsfamilien, aber auch Kriegsfreiwilligen und Ausrüstung für die freifranzösischen Streitkräfte, an Bord, wurde am 17. April 1941 von dem deutschen Hilfskreuzer Atlantis versenkt. Sämtliche Menschen an Bord wurden gerettet und repatriiert bzw. in Kriegsgefangenschaft übernommen (allerdings starb einer der Passagiere später aufgrund einer Kopfverletzung, die er beim Beschuss erlitten hatte).